# Knight Frank
Knight Frank est une société britannique dont les services incluent ventes, locations, gestions de patrimoines de propriétés, gestions de domaines et de fermes, recherches professionnelles, consultations marines, consultations de constructions, et planifications.   
Knight Frank fut fondé en 1896 au Royaume-Uni. En 1972 un bureau parisien fut ouvert.
Le réseau mondial comprend plus de 207 branches dans 43 pays à travers cinq continents.
Plus de 6 000 professionnels expérimentés manipulent une valeur annuelle de 18,3 milliards de livres sterling (22,9 milliards d'euros) dans l'immobilier commercial, agricole et résidentiel, en conseillant des clients qui s'étendent du particulier, au lotisseur important, à l'investisseur, ou à l'entreprise.
En 2006, Knight Frank était la 5e société de services immobiliers européenne.